# Brigos

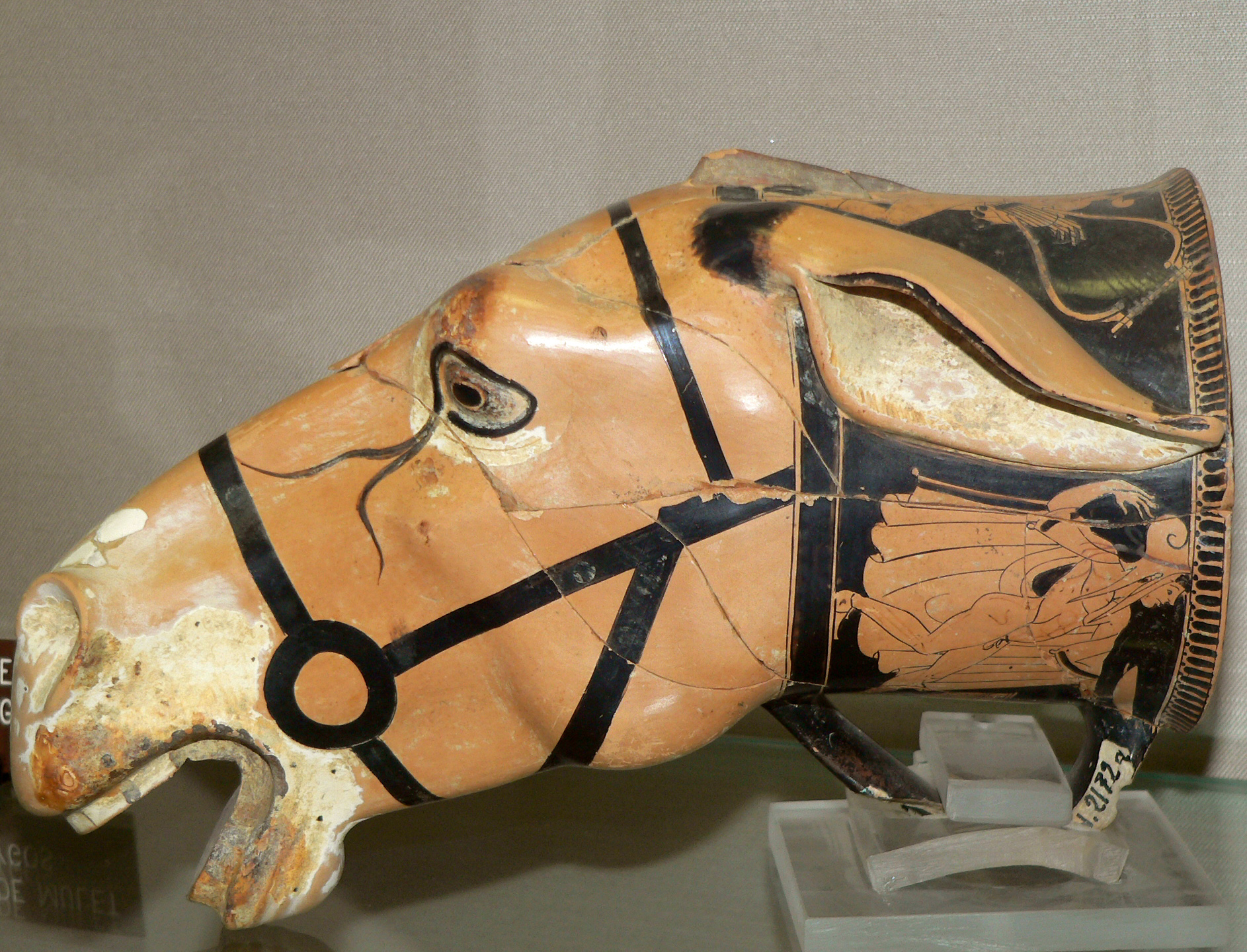
Ritó de l'Antiga Grècia amb forma de cap de mula, fet per Brigos, V aC, Museu Jérôme Carcopino, Departament d'Arqueologia, Aleria

Brigos fou un terrissaire de l'antiga Grècia, actiu entre el 490 aC i el 470 aC. És conegut per la producció excel·lent de ritós, recipients per a beure, i valorat com un dels millors ceramistes pel grau de realisme de les seves produccions. Es coneixen unes dues-centes peces atribuïdes a ell i al pintor del seu taller conegut com a pintor d'en Brigos, ambdós produïren peces de ceràmica de figures vermelles. Un altre dels pintors que treballà al taller d'en Brigos fou Briseis.